# ابدله (خوسف)
ابدله یک روستا در ایران است که در دهستان خوسف شهرستان خوسف واقع شده‌است.